# Joey Graceffa
 (avril 2016).
Le contenu est difficilement compréhensible vu les erreurs de traduction, qui sont peut-être dues à l'utilisation d'un logiciel de traduction automatique.
Joseph Michael « Joey » Graceffa, né le 16 mai 1991, est un acteur, auteur, musicien et YouTubeur américain de Marlborough (Massachusetts). Il possède les chaînes YouTube Joey Graceffa et Joey Graceffa (chaîne de jeux vidéo) et Joey Graceffa Vlogs avec respectivement 9,4 millions, 2,79 millions et 866 000 d'abonnés.

## Biographie

### 1991-2006: Enfance et adolescence
Joey Graceffa est né le 16 mai 1991, de Debbie et Joe Graceffa. Il a une sœur nommée Nicole et un frère nommé Jett. Il est diplômé de l'école secondaire de Marlborough en 2009.

### 2007-2009: Débuts sur YouTube
Joey Graceffa commence à publier des vidéos sur YouTube sur la chaîne WinterSpringPro avec sa camarade de classe et amie Brittany Joyal,. En 2009, il se met à publier des vidéos sur sa propre chaîne, appelée Joey Graceffa.

### 2010-2014: Popularité sur YouTube et The Amazing Race
Il publie des blogues vidéos quotidiennement (appelés vlogs). En 2013, Joey Graceffa et Meghan Camarena, une autre YouTubeuse, participent à la 22e saison de l'émission américaine The Amazing Race,, dont ils participeront plus tard au spécial All-Stars.
Fin 2013 et début 2014, Joey Graceffa créé et joue dans sa propre série web, appelée Storytellers. Également fin 2013, il rejoint la chaîne YouTube StyleHaul. En 2014, Joey Graceffa joue dans son propre court métrage, nommé Eon. La même année il joue également dans Ethereal, avec Joey Pollari. Entre 2012 et 2014, Joey Graceffa participe à plusieurs courts métrages de BlackBoxTV, ainsi qu'à la série web MyMusic de la chaîne Fine Brothers entre 2013 et 2014. Il est nommé pour deux prix aux 2014 Teen Choice Awards. Il est également nommé et remporte le prix du « Meilleur acteur dramatique » aux 2014 Streamy Awards, pour son rôle de Hunter Crowley dans sa série web Storytellers. Il fut nommé par la suite par l'organisme Common Sense Media comme une des « 10 stars YouTube que les jeunes aiment ».

### Depuis 2015: Lancement d'un livre etcoming out
En mars 2015, Joey Graceffa participe à une émission du projet de téléréalité deCONtv nommé Fight of the Living Dead, créé par la YouTubeuse Justine Ezarik,.
En mai 2015, il sort son deuxième single : Don't Wait. Le clip vidéo paraît le 16 mai, jour de son anniversaire, sur un thème fantastique. La vidéo se termine avec Joey, habillé en prince, embrassant l'autre personnage principal masculin, révélant du même coup son homosexualité,,. Certains YouTubeurs et amis comme Shane Dawson et Brittany Joyal ont confirmé que le clip vidéo révélait effectivement son coming out,. Le single atteint la 69e position au palmarès iTunes aux États-Unis, la 44e position au Royaume-Uni, la 93e position au Canada, et la 81e position en Australie,,,.
Le 18 mai 2015, après la sortie de son clip révélant son homosexualité, il fait officiellement son coming out dans une vidéo publiée sur sa chaîne YouTube principale intitulée YES I'M GAY (« OUI JE SUIS GAY »).
Le 19 mai 2015, Joey Graceffa publie son premier livre, un mémoire publié par Keywords Press, une division de Simon & Schuster,.
Le 22 avril 2015, il rencontre Marina and the Diamonds dont il avait repris une des chansons en 2013 et il participera à un live FAQ avec celle-ci, le 16 mars 2015.
Dans son vlog du 6 octobre 2015, Joey annonce une saison 2 de sa série web Storytellers prévue pour 2016.
À la suite des apparitions fréquentes de son « ami » Daniel dans les vidéos de Joey et à leur baiser dans le clip vidéo de Don't Wait, de nombreuses rumeurs autour de sa vie amoureuse et de sa prétendue relation avec ce dernier apparaissent sur les réseaux sociaux.
Le 14 février 2016, à l'occasion de la St Valentin, il officialise sa relation avec Daniel « Christopher » Preda dans une vidéo publiée sur sa chaîne YouTube principale intitulée OUR LOVE STORY! (« NOTRE HISTOIRE D'AMOUR »).
En avril 2016, Joey Graceffa a plus de 6 millions d'abonnés sur sa chaîne YouTube principale.
Le 12 juillet 2020, Joey publie une vidéo sur sa chaîne principale intitulée "we broke up" officialisant sa rupture avec Daniel Preda, les deux jeunes hommes restent proches et se séparent en de bons termes, mais expriment le besoin de prendre du temps pour eux-mêmes.

## Filmographie

### Film
| Année | Film                           | Rôle    | Notes                                                     |
| ----- | ------------------------------ | ------- | --------------------------------------------------------- |
| 2014  | Eon                            | Drifter | Court métrage; il fut aussi producteur                    |
| 2014  | Ethereal                       | Zane    | Court métrage; il fut aussi producteur exécutif           |
| 2014  | Haunting Ian                   | Ian     | Court métrage; il fut aussi auteur et producteur exécutif |
| 2015  | Bob Thunder: Internet Assassin | N/C     | Pré-production                                            |

### Télévision
| Année      | Film             | Rôle     | Notes                                           |
| ---------- | ---------------- | -------- | ----------------------------------------------- |
| 2013– 2014 | The Amazing Race | Lui-même | Saison 22 (10 épisodes), Saison 24 (3 épisodes) |
| 2017       | Haters Back Off  | Lui-même | Saison 2 épisode 5                              |

### Web
| Année        | Film                     | Rôle               | Notes |
| ------------ | ------------------------ | ------------------ | --- |
| 2012–présent | BlackBoxTV               | Employé d'Hôtel #2 | Épisode: Silverwood: The Perfect Night |
| 2012–présent | BlackBoxTV               | Adrian White       | Épisode: Zombie |
| 2012–présent | BlackBoxTV               | -                  | Épisode: The Babysitter |
| 2012–présent | BlackBoxTV               | Aaron              | Épisode: The Fourth Door |
| 2013– 2014   | MyMusic                  | Vampire Temp       | Rôle récurrent; 6 épisodes |
| 2013–présent | Storytellers             | Hunter Crowley     | Rôle principal; 6 épisodes Il fut également producteur exécutif, auteur, et co-créateur, Remporta le Streamy Award de "meilleur acteur dramatique" |
| 2015         | Fight of the Living Dead | Lui-même           | Épisode: Pilote |

## Discographie

### Singles
| Single                                                                                    | Année | Positions aux palmarès | Positions aux palmarès | Positions aux palmarès | Positions aux palmarès | Positions aux palmarès | Positions aux palmarès | Positions aux palmarès | Positions aux palmarès | Positions aux palmarès | Positions aux palmarès | Album   | Certifications |
| Single                                                                                    | Année | AUS                    | AUT                    | CAN                    | DEN                    | FR                     | GER                    | IRE                    | NZ                     | UK                     | US                     | Album   | Certifications |
| ----------------------------------------------------------------------------------------- | ----- | ---------------------- | ---------------------- | ---------------------- | ---------------------- | ---------------------- | ---------------------- | ---------------------- | ---------------------- | ---------------------- | ---------------------- | ------- | -------------- |
| "Don't Wait"                                                                              | 2015  | 81                     | —                      | 93                     | —                      | —                      | —                      | —                      | —                      | 44                     | 69                     |         |                |
| "Kingdom"                                                                                 | 2019  | —                      | —                      | —                      | —                      | —                      | —                      | —                      | —                      | —                      | —                      | Kingdom |                |
| "—" signifie que le single n'apparaît pas aux palmarès ou que son classement est inconnu. |       |                        |                        |                        |                        |                        |                        |                        |                        |                        |                        |         |                |

### Reprises
| Chanson                                   | Année | Note                         | Ref.   |
| ----------------------------------------- | ----- | ---------------------------- | ------ |
| "We Are Never Ever Getting Back Together" | 2012  | Solo ou duo avec Luke Conard | [ 29 ] |
| "Kiss You"                                | 2013  | Solo ou duo avec Luke Conard | [ 30 ] |
| "Anna Sun"                                | 2013  | -                            | [ 31 ] |
| "Story of My Life"                        | 2013  | Duo avec Luke Conard         | [ 32 ] |
| "Collar Full"                             | 2014  | -                            | [ 33 ] |
| "Silver Lining"                           | 2014  | -                            | T      |